# بن هارپر
بن هارپر (انگلیسی: Ben Harper؛ زادهٔ ۲۸ اکتبر ۱۹۶۹) خواننده/ترانه‌سرا و نوازندهٔ اهل ایالات متحده آمریکا است. وی از سال ۱۹۹۲ میلادی تاکنون مشغول فعالیت بوده‌است.